# Kapelle des Heiligen Stapinus

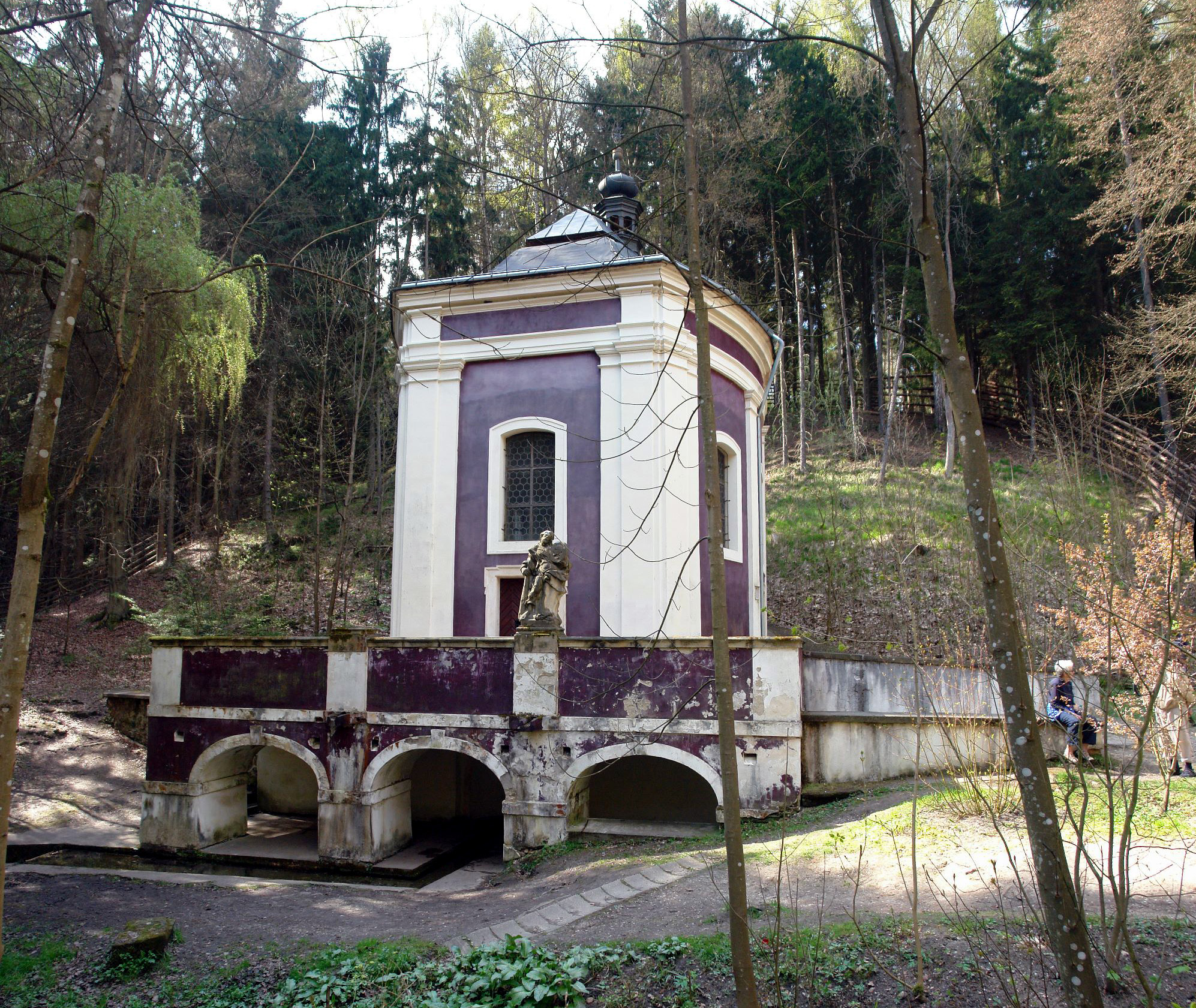
Die Kapelle, 2014

Die Kapelle des Heiligen Stapinus in Klokočka, Ortsteil von Bakov nad Jizerou, ist St. Stapin und auch dem Heiligen Prokop gewidmet.
Das barocke Denkmal steht im Wald am rechten Ufer der Iser und ist als Kulturdenkmal der Tschechischen Republik geschützt.

## Geschichte
Die Kapelle ließ Gräfin Marie Margarete Waldstein, geborene Czernin von und zu Chudenitz, zwischen 1724 und 1730 in der Nähe eines älteren hölzernen Heiligtums errichten, das 1811 abgerissen wurde. Errichtet wurde die Kapelle zum Dank für die Heilung eines Familienmitglieds durch das Wasser einer lokalen Quelle, der seitdem heilende Eigenschaften nachgesagt werden. Die Kapelle wurde später zusätzlich dem Heiligen Prokop gewidmet, der heute sogar häufiger zur Bezeichnung der Kapelle verwendet wird. 

## Äußeres
Das Gebäude auf einer Steinterrasse ruht auf drei Säulenarkaden und ist mit Statuen des Heiligen Ivan und des Johannes von Nepomuk geschmückt. Die Statue des letzteren wurde 2011 in das Kapellengebäude verlegt. 
Es handelt sich um ein elliptisches Hauptgebäude im Barockstil mit einem halbrunden Presbyterium und einer flachen Fassade, die durch Pilaster und halbrunde Fenster unterteilt ist. Der Innenraum ist mit Pilastern geschmückt, die ein Tonnengewölbe mit Lünetten tragen.
Der Hauptaltar ist Barock von 1742. Das Altarbild von St. Stapin (tsch. St. Stafin) wird von Engeln getragen. Zwei Seitenaltäre mit der Heiligen Thekla und der Heiligen Kamila sind im Rokokostil von 1794.